# Gerben Jorritsma
Gerben Jorritsma (* 21. August 1993 in Diever) ist ein niederländischer Eisschnellläufer.

## Werdegang
Jorritsma debütierte im Weltcup zu Beginn der Saison 2014/15 in Obihiro und belegte dabei jeweils den 14. Platz im Massenstart und im zweiten 500-m-Lauf und den 13. Rang im ersten 500-m-Lauf. Im weiteren Saisonverlauf belegte er im Weltcup Platzierungen außerhalb der Top Zehn. Beim Weltcupfinale in Erfurt erreichte er mit dem dritten Platz über 500 m seine erste Top Zehn und Podestplatzierung im Weltcup. Zu Beginn der folgenden Saison holte er in Calgary über 1000 m seinen ersten Weltcupsieg. Beim folgenden Weltcup in Salt Lake City wurde er über 1000 m Dritter. Im weiteren Saisonverlauf errang er weitere Top-Zehn-Platzierungen und erreichte damit den dritten Platz im Gesamtweltcup über 1000 m. Im Januar 2016 holte er bei den niederländischen Meisterschaften in Heerenveen die Bronzemedaille im Sprint-Mehrkampf.

## Persönliche Bestzeiten
- 500 m: 34,53 s (aufgestellt am 22. November 2015 in Salt Lake City)
- 1000 m: 1:07,20 min (aufgestellt am 14. November 2015 in Calgary)
- 1500 m: 1:44,43 min (aufgestellt am 20. November 2015 in Salt Lake City)
- 3000 m: 3:51,01 min (aufgestellt am 18. Januar 2014 in Inzell)
- 5000 m: 6:49,12 min (aufgestellt am 10. März 2013 in Groeningen)

## Weltcupsiege
| Nr. | Datum             | Ort     | Disziplin |
| --- | ----------------- | ------- | --------- |
| 1.  | 14. November 2015 | Calgary | 1000 m    |